# Carlos Felipe de Habsburgo
Carlos Felipe de Habsburgo-Lorena y Arenberg (Cidade do México, México, 18 de outubro de 1954) é um empresário, economista e nobre mexicano, sendo o primeiro a nascer no país em noventa e um  anos desde Agostinho de Iturbide-Habsburgo. Ele é um dos atuais pretendentes ao extinto trono imperial mexicano, sendo muito apoiado por grupos monarquistas no país.

## Biografia
Carlos Felipe nasceu no México, em 1954, noventa e um anos depois de Agostinho de Iturbide e Green, que nasceu em 1863, sendo o primeiro da Casa de Iturbide a nascer no México em mais de 90 anos. Ele é filho de Félix de Habsburgo-Lorena e de Ana Eugenia de Arenberg. Sendo assim, sobrinho trineto de Maximiliano, imperador do México. Ele teve uma formação acadêmica no México, estudando no Instituto Tecnologico e de Estudos Superiores de Monterey, no Instituto Tecnologico Autônomo do México e no Colégio do México. Cursou administração de empresas e finanças em Barcelona, Espanha no ESADE. Ele ainda trabalhou em nome do Banco de Comércio Exterior, em Viena, Bona e Montreal. Ele ainda presidiu por muito tempo o Festival de Musica de Morélia. 
Ele se casou em 1994 com a austríaca Marina Donath, com quem teve um filho, Julian Lorenzo (n.1994) e em 1997 se divorciou. Em 1998 se casou outra vez com a canadense Annie-Claire Andree Christine Lacrambe, com quem também teve um filho, Damián Enrique (n.1998).
Carlos Felipe não é um pretendente definitivo ao trono, pois não demonstra interesses claros sobre o movimento monarquista mexicano. Porém devido a sua formação filosófica, intelectual e boa oratória, ele sempre é convidado e comparece em encontros monárquicos por todo o país, realizando palestras e defendendo as tradições de sua família, a outrora reinante na Áustria, Casa de Habsburgo. Suas opiniões sobre a possibilidade de restauração da monarquia no México são mais favoráveis que a de Maximiliano Von Gotzen-Iturbide, o legítimo Chefe da Casa Imperial, que não demonstra qualquer interesse em assumir o papel de monarca e nem mesmo reside ou tem nacionalidade no México. 
O príncipe é poliglota e fala fluentemente além do espanhol, o alemão, francês, inglês e muitos outros idiomas.
Devido ao artículo 12 da constituição mexicana que proíbe terminantemente títulos nobiliárquicos ou honras hereditárias á cidadãos, Carlos Felipe não é reconhecido como legítimo herdeiro ao trono e nem como príncipe imperial, como ele mesmo pretende ser reconhecido. Ainda mais por não ser descendente de Agostinho de Iturbide, o primeiro imperador do México, mas sem de Maximiliano, segundo imperador e sem nenhuma ligação sanguínea com Agostinho. Mesmo assim muitos o reconhecem como Sua Alteza Imperial, Dom Carlos Felipe.

## Ligações dinásticas
Carlos Felipe de Habsburgo, por ser da Casa de Habsburgo tem ancestrais históricos e parentes distantes de casas ainda reinantes na Europa. Ele é neto do imperador beato Carlos I da Áustria-Hungria e da imperatriz Zita. Sendo assim ele é sobrinho trineto de Maximiliano I do México. Ele ainda tem parentescos com a Casa de Grimaldi, reinante em Mônaco por parte de sua tataravó, a condessa Antonieta de Mérode-Westerloo, que foi esposa do príncipe-soberano Carlos III, ancetral direto do atual príncipe-soberano Alberto II.